# Friedrich Voigt (Heimatforscher, 1833)
Johann Friedrich Voigt (* 5. September 1833 in Hamburg; † 12. Februar 1920 ebenda) war ein hamburgischer Verwaltungsjurist und Lokalhistoriker.

## Leben

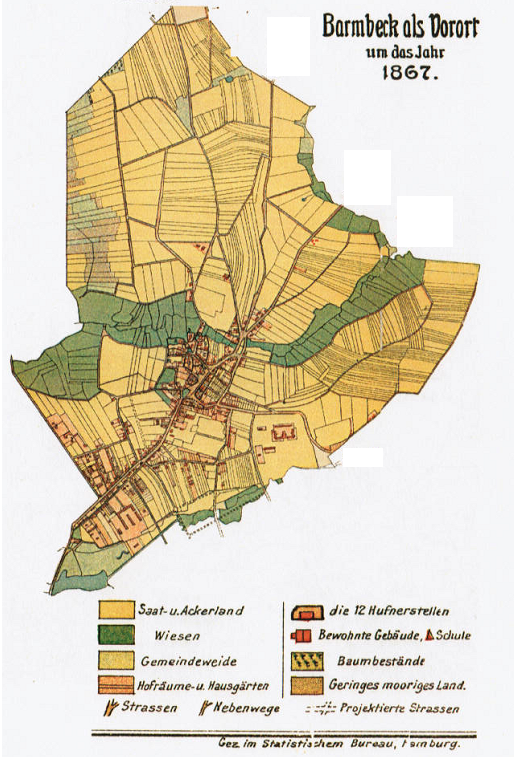
Karte Barmbeks um 1867 aus Voigts Schrift über den Stadtteil von 1910.

Friedrich Voigt war der Sohn des Gerichtsrats am Oberappellationsgericht der vier Freien Städte, später am Reichsoberhandelsgericht Johann Friedrich Voigt. Um Verwechslungen zu vermeiden, veröffentlichte er daher teilweise nur unter Friedrich Voigt.
Friedrich Voigt studierte ab 1853 Rechtswissenschaften in Bonn, wo er zunächst Renonce des Corps Hansea wurde. Er wechselte dann bereits zum Wintersemester 1853/54 an die Universität Göttingen, wo er 1854 Mitglied des Corps Hannovera wurde. Nach der Promotion zum Dr. jur. wurde er 1856 in seiner Heimatstadt Hamburg Akturiats-Assistent beim Handelsgericht der Stadt. Er wechselte später in die Verwaltung und wurde am 20. November 1861 Erster Beamter der 1830 eingerichteten Landherrenschaft der Marschlande, die für die Verwaltung des Landgebietes der Marschlande zuständig war. Später wurde Friedrich Voigt Rat bei den Landherrenschaften Hamburgs.
Voigts Bedeutung für Hamburg liegt in seinem ehrenamtlichen Engagement für Hamburg und zahlreiche Hamburger Vereinigungen begründet. Er war sehr früh verwitwet, weil seine Frau Louise geb. Geffcken (* 29. August 1836; † 20. Dezember 1867) im Wochenbett gestorben war. Dies ermöglichte es ihm neben dem Beruf ein außerordentliches Engagement im Ehrenamt zu binden. Er wirkte nicht nur langjährig als Archivar und Vorsteher des Vereins für Hamburgische Geschichte, sondern veröffentlichte auch zahlreiche Aufsätze auf dem Gebiet der Geschichte Hamburgs und zur norddeutschen Regionalgeschichte, nicht zuletzt in der Zeitschrift des Vereins für Hamburgische Geschichte.
1859 gehörte er neben Heinrich Föhring zu den Gründungsvorständen des heute noch bestehenden A.C., des Academischen Clubs zu Hamburg, als einer der ältesten lokalen Vereinigungen von Kösener Corpsstudenten in Deutschland. Von der Gründung 1859 bis zu seinem Tod 1920 gehörte er dem Vorstand dieses Clubs als Sekretär („dominus tertius“ genannt) ununterbrochen an. Sein Göttinger Corps Hannovera verlieh ihm ob seiner Verdienste am 5. September 1908 die Ehrenmitgliedschaft.

## Schriften
- Zur Erinnerung an den Gottorper Vertrag vom 27. Mai 1768. In: Zeitschrift des Vereins für Hamburgische Geschichte 6 (1875). S. 188–192. (Digitalisat)
- Der AC in Hamburg 1859 - 1909, Langhoffsche Buchdruckerei 1909
- Geschichtliche Mitteilungen über die Hamburgische Landgemeinde Langenhorn. Griese, Hamburg 1909. (Digitalisat)
- Barmbeck als Dorf um 1750, als Vorort von Hamburg um 1867 und als Stadtteil von Hamburg 1894 bis 1910. Eine historisch-statistische Skizze mit drei Kärtchen, herausgegeben vom Statistischen Bureau, Hamburg 1910, Verlag Lütcke & Wulff.